# ناحیه سیدی نعمان
ناحیه سیدی نعمان (به عربی: دائرة سیدی نعمان) یک ناحیه در الجزایر است که در استان مدیه واقع شده‌است.